# Nicolaaskerk (Flensburg)
De Sint-Nicolaaskerk (Duits: Nicolaikirche) is de grootste kerk in de Duitse plaats Flensburg, Sleeswijk-Holstein. De kerk is gewijd aan de heilige Nicolaas.

## Geschiedenis
De bouw van de drieschepige pseudobasiliek begon omstreeks 1390 en werd rond 1440 naar het oosten, over een voorgangerkerk van voor 1332, voortgezet. Het 52 meter lange en 21 meter brede bouwwerk is oostelijk georiënteerd.
Met een hoogte van 90 meter is de toren van de Nicolaaskerk een van de hoogste kerktorens van Sleeswijk-Holstein en de hoogste van Flensburg. De neogotische spits werd door de architect Johannes Otzen gebouwd nadat de oude gotische torenspits in 1878 door blikseminslag werd verwoest. Sinds 1878 bevinden zich in de toren drie stalen klokken, die gegoten werden door de Bochumer Verein. Ze vervingen de klokken uit 1871 die verloren gingen bij de brand als gevolg van de blikseminslag. Ook bevindt zich in de toren sinds 1909 een uit 17 bestaand klokkenspel, dat bij M & O Ohlsson in Lübeck werd gegoten.

## Inrichting

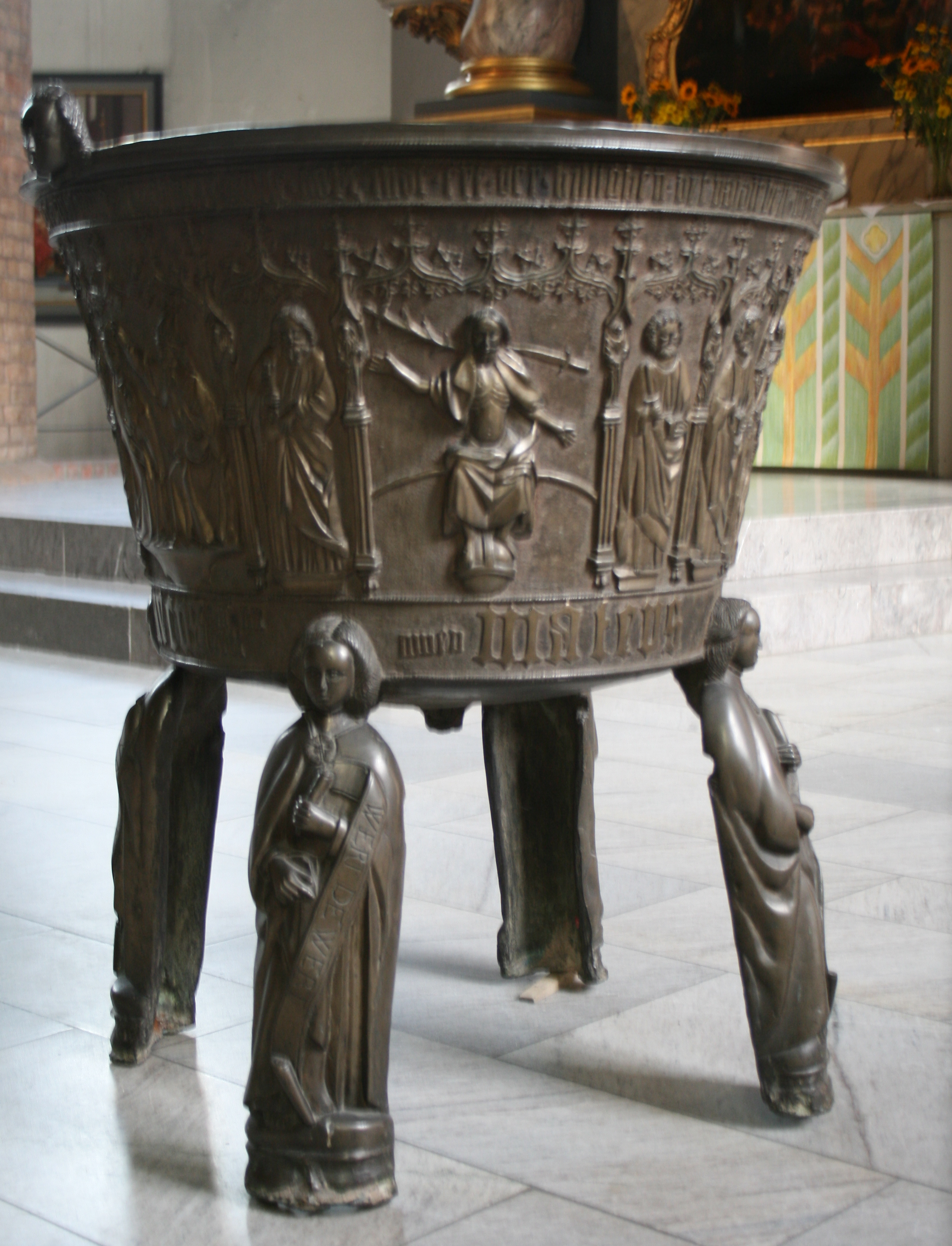
Doopvont

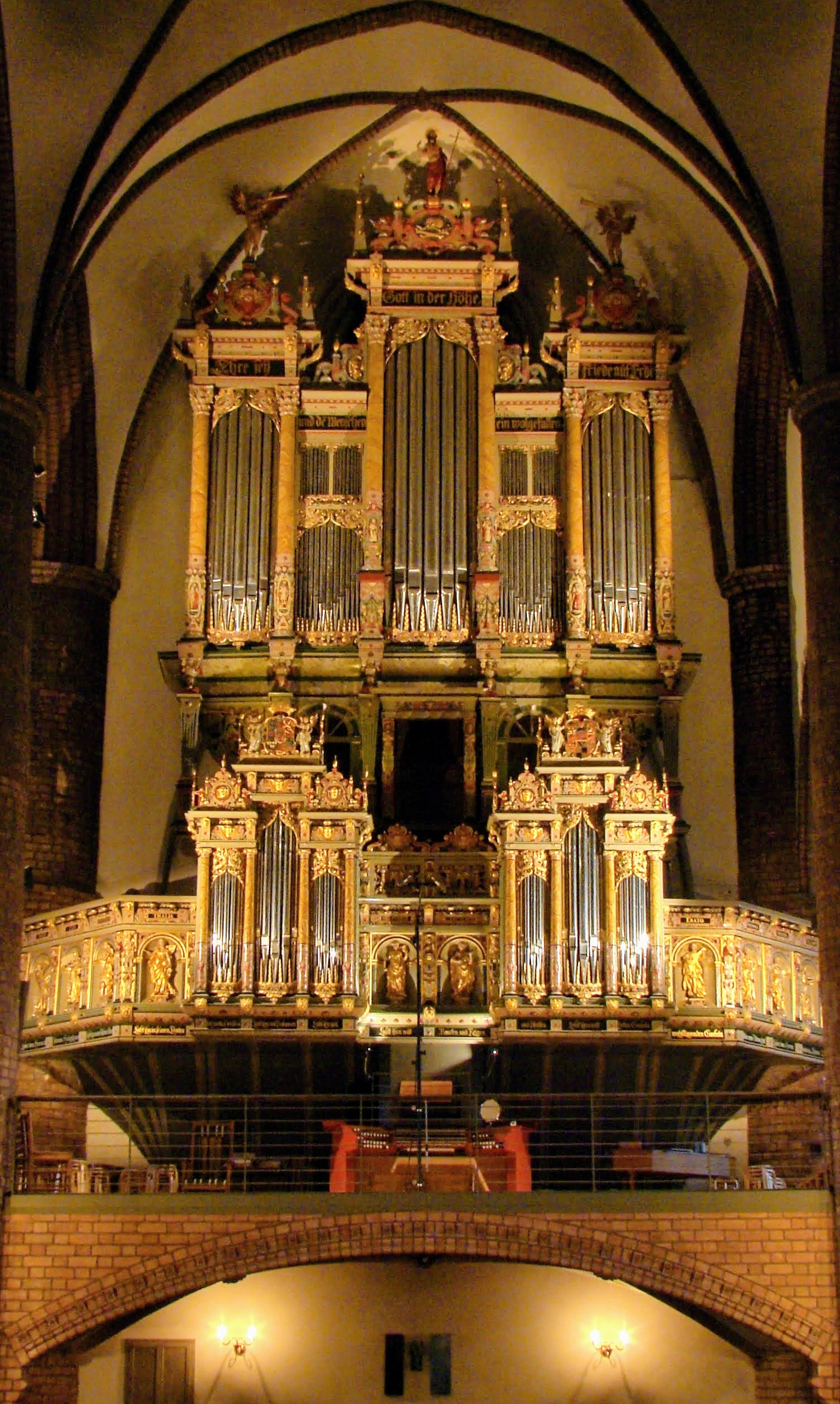
Het indrukwekkende orgel van de Nicolaaskerk

- Het pronkvolle altaar werd in een overgangsstijl gebouwd tussen de renaissance en rococo. Tussen de gedraaide zuilen bevindt zich een schilderij van de opstanding van Christus, daaronder een kleiner schilderij van het Laatste Avondmaal. De beelden naast de gedraaide zuilen stellen de deugden Geloof en Hoop voor.
- Het bronzen doopvont werd tegen het einde van de 15e eeuw in Flensburg gegoten. Vergelijkbare doopvonten staan in de Mariakerk, de Nicolaaskerk van Eckernförde en de domkerk van Haderslev.
- De kansel van Hinrich Matthes uit 1570 wordt tussen de zuilen versierd met reliëfs uit leven en lijden van Christus.
- Het triomfkruis in de koorboog dateert uit de 16e eeuw.
- In de kerk bevinden zich meerdere epitafen. Bijzonder vermeldenswaardig is het monument voor Holcken (1656) van Henning Clausen. Het monument is een mooi voorbeeld van het late maniërisme. Het schilderij van Christus' opstanding is van de hand van Hinrich Jansen.

## Orgel
De Nicolaaskerk bezit op de galerij een uniek orgel met een bijzonder concept. Het betreft een dubbelorgel met twee stijlinstrumenten, dat in de jaren 1997 tot 2009 door de orgelbouwer Gerald Woehl uit Marburg werd gebouwd. In de oude historische orgelkas bevindt zich het Schnitger-orgel, daarachter bevindt zich het symfonische orgel.

#### Geschiedenis van het orgel
De oorsprong van het orgel gaat terug naar het begin van de 17e eeuw, toen in opdracht van de Deense koning Christiaan IV van Denemarken de hoforgelbouwer Nicolaas Maas in de jaren 1604-1609 een nieuw orgel voor de kerk mocht bouwen. Het orgel werd van 1707 tot 1709 door Arp Schnitger verbouwd en vergroot tot een barok orgel.
Na de brand van de toren in 1877 vergrootte de orgelbouwer Marcussen & Søn het instrument in 1878 voor symfonische muziek, geheel naar de toen heersende mode van de romantiek.
De laatste grote verandering vond plaats in 1920, toen Wilhelm Sauer het instrument ombouwde tot een groot, pneumatisch orgel. Dit grote orgel paste echter niet meer bij de afmetingen en architectuur van de oude behuizing. Na renovatie en verdere uitbreiding in 1938 en 1958 verergerde de situatie en in de jaren 1990 bleek dat er een fundamentele oplossing noodzakelijk was.

#### Orgel kas
Het instrument is ondergebracht in een fraai gesneden en beschilderde renaissance behuizing. De kas werd in de jaren 1605-1609 door de houtsnijder Heinrich Ringerink gemaakt. Tot de oprichting van de galerij hing het als een zwaluwnestorgel aan de westelijke muur. Het hoofdwerk bevindt zich in het bovenste deel van de orgelkas. De middelste pijptoren wordt versierd met het beeld van de herrezen Christus, de zijtorens met beelden van op bazuinen blazende engelen. Van de oorspronkelijke vleugeldeuren voor het hoofdwerk zijn nog drie grote schilderijen bewaard gebleven. De woorden Ehre sei Gott in der höhe und friede auf erden und den menschen ein wohlgefallen zijn verdeeld op de onderdelen van de orgelkas aangebracht. In de balustrade van de galerij werden de beide delen van het rugpositief geïntegreerd. Aan het rugpositief zijn de door engelen gedragen wapenschilden te zien van Christiaan IV en zijn vrouw Anna Catharina. De nissen van de balustrade worden versierd met de reliëfs van de negen muzen en de psalmist koning David.
De orgelkas werd in de jaren 1997-2004 gerestaureerd. Daarbij werden de oorspronkelijke kleuren uit het jaar 1609 hersteld.

#### Schnitger-orgel
In de historische behuizing is het klankconcept van het Schnitger-orgel overeenkomstig de dispositie van 1707/1709 gereconstrueerd. Het instrument bezit een mechanische speeltractuur en mechanische koppels. De speeltafel met drie manualen en pedaal bevindt zich aan de behuizing van het hoofdwerk op de oude orgelgalerij van Ringerink, tussen de rugpositieven en de hoofdbehuizing.

#### Het symfonische orgel
Achter het Schnitger-orgel staat het symfonische orgel met zijn romantische klankbeeld. Het instrument vervoegt over een vrijstaande speeltafel (vier manualen en pedaal). De speeltracturen en koppels zijn mechanisch, de registertracturen elektrisch.